# 张孔教
张孔教（1567年—1638年），字卓吾、又字循之，山東萊州府掖縣（今山東省萊州市）人。明朝政治人物。

## 生平
萬曆二十五年在山東省中舉人，明萬曆二十九年，会试第164名，廷试三甲第71名。大理寺观政，授行人，万历三十四年（1606年）任贵州主考，万历三十六年（1608年）升礼科给事中，8月考选为给事中，万历三十八年为吏科给事中，丁忧去职。万历四十四年（1616年）署任吏科，万历四十六年（1618年）福建主考，天启二年（1622年）4月升吏科给都事中，7月升太常寺少卿提督四夷馆，本年致仕。

## 家族
妻弟李乃兰，招远进士。
子張忻、张愫、张性。孙张端。